# Malrevers
Malrevers é uma comuna francesa na região administrativa de Auvérnia-Ródano-Alpes, no departamento de Alto Loire. Estende-se por uma área de 14,1 km². Em 2010 a comuna tinha 772 habitantes (densidade: 54,8 hab./km²).